# 張守誠
張守誠（1866年—？年），字葛農。號且癡。直隸南皮縣人，廩生，光緒二十年捐新舊海防籌餉鄭工事例分發山東知縣。光緒二十一年在江寧籌餉局報捐改指四川。光緒二十五年（1899年）署四川鄰水縣知縣。歷任仁壽縣知縣，有孝行。後為候補道。